# Бостром, Александра Леонтьевна
Алекса́ндра Лео́нтьевна Бостро́м (урождённая Тургенева, по мужу Толстая; 13 (25) ноября 1854, село Коровино Самарской губернии — 25 июля (7 августа) 1906, Самара) ― русская писательница, мать писателя Алексея Николаевича Толстого.
Из обедневшей ветви рода Тургеневых, дальняя родственница декабриста Н. И. Тургенева; отец — Леонтий Борисович Тургенев — являлся первым председателем Самарской губернской земской управы. Окончила Самарскую женскую гимназию. В 19-летнем возрасте вышла замуж за графа Н. А. Толстого, уйдя от него в 27-летнем возрасте к земскому служащему А. А. Бострому, бросив троих детей и будучи беременной четвёртым — будущим писателем. По указу Святейшего Синода Александра Леонтьевна была оставлена во «всегдашнем безбрачии». Далее жила на хуторе Сосновка и в Самаре, занимаясь литературным творчеством и воспитанием сына.
Первую повесть о положении прислуги в барском доме «Воля» написала в 16-летнем возрасте. Дебютировала нравственно-описательным романом «Неугомонное сердце» (1882), вызвавшем некоторые отклики в печати. А. М. Скабичевский оставил отзыв на сборник «Захолустье» (1886). В 1890-е годы активно сотрудничала с газетами Самары и Саратова, посвятив многочисленные очерки исследованию крестьянского быта. Александра и Алексей Бостромы были близки к народничеству, далее заинтересовались марксизмом. Наибольшую известность писательнице Александре Бостром принесли произведения для детей: сборник «Подружка» (1892, не менее шести изданий до 1916); повести «Два мирка» (1904), «Как Юра знакомится с жизнью животных» (1907, её выделял И. Д. Сытин как образец научной популяризации). Опубликована одноактная детская пьеса-феерия «Сон на лугу» (1904), на сцене Петербургского детского театра Чистякова поставлена пьеса «Снегурочка». Черты личности матери и некоторые сюжетные мотивы её произведений отразились в творчестве А. Н. Толстого, особенно в повести «Детство Никиты» (1921).

## Биография
Александра Леонтьевна Тургенева родилась в семье Леонтия Борисовича Тургенева (1824—1895) и Екатерины Александровны Багговут (1832—1892) 25 ноября 1854 года в селе Коровино, являлась двоюродной внучатой племянницей декабриста Николая Тургенева. Окончила Самарскую женскую гимназию. Александре Леонтьевне едва исполнилось 19 лет, когда в Самару приехал граф Николай Александрович Толстой. Графа окружал ореол героя, он был богат, красив, представлял собой блестящую партию для молодой девушки, поэтому, когда посватался к Александре Леонтьевне, получил согласие. В 1873 году их обвенчали.
Знакомство на одном из светских вечеров с либералом-народником, земским чиновником из Николаевска Алексеем Аполлоновичем Бостромом перевернуло жизнь Александры Леонтьевны. В ноябре 1881 года уехала в Николаевск к Бострому. Мольбы и угрозы мужа, моральное давление родителей, боязнь за любимого человека, которому угрожал граф, заставили Александру Леонтьевну вскоре вернуться в Самару к мужу.
Николай Александрович увёз её в Петербург и, чтобы удержать, издал написанный ею роман «Неугомонное сердце» (1882 г.), в котором передана душевная драма, мучившая в то время саму Александру Леонтьевну. В конце апреля 1882 года Александра Леонтьевна написала Бострому полное отчаяния письмо о том, что она беременна и отец ребёнка — Толстой. В мае 1882 года она, скрыв от мужа, что ждёт ребёнка, окончательно уходит к Бострому, оставив троих детей. Всю жизнь Алексея преследовали слухи, что он не настоящий граф, а сын Бострома. Проведенный  в 2024 году генетический анализ, сравнивший ДНК потомков его брата Алексея Николаевича Толстого с ДНК потомков его старшего брата Мстислава показал, что Алексей Николаевич действительно был Толстым.
20 августа 1882 года в поезде, только что отошедшем от станции Безенчук в сторону Сызрани, в одном из купе 1-го класса раздался выстрел. Стрелял граф Николай Толстой в своего соперника Алексея Бострома. Бостром был легко ранен. Страшный переполох вызвал этот инцидент в Самаре, много людей пришло в здание окружного суда, когда началось слушание по делу графа Н. А. Толстого и его жены Александры. В «Неделе» и «Московском телеграфе» (обе январь, 1883) появились статьи в поддержку Александры Леонтьевны, которую назвали «провинциальной Анной Карениной». Выстрел графа поставил власти в затруднительное положение. Буква закона усадила графа на скамью подсудимых, но сочувствие публики было на его стороне. Его, защищавшего семейные устои и свою честь против грехов и постыдных поступков жены, считали правым в этом громком деле, поэтому решение мирского и духовного судов было предрешено: граф Николай Толстой оправдан, брак расторгнут, а епархиальное начальство постановило: Александру Леонтьевну, графиню Толстую, оставить «во всегдашнем безбрачии».
Единственным средством к существованию стал хутор Сосновка, куда Александра Леонтьевна с А. А. Бостромом и десятимесячным сыном Алёшей переехали в октябре 1883 года.
На протяжении всей дальнейшей жизни Александра Леонтьевна усердно занималась литературным творчеством и смогла увлечь им своего младшего сына Алексея.
Автор 10 книг прозы для взрослых, детей и юношества, романа «Неугомонное сердце». Печаталась в «Самарской газете», «Саратовском листке», журнале «Русское богатство» и других изданиях. В Самаре познакомилась с М. Горьким, Е. Чириковым.
С мая 1897 по август 1898 г. жила в Сызрани вместе с сыном Алексеем — учащимся 4-го класса местного реального училища (ныне — механико-технологический техникум).
Скончалась от менингита 25 июля 1906 года в Самаре, похоронена на Всехсвятском кладбище.

## Дети
- Елизавета (домашнее прозвище Лиля; 1874 — после 1944), в 1-м браке Рахманинова, во 2-м браке Конасевич; в 1898 году опубликовала роман «Лида» (в журнале «Вестник Европы»); после революции жила в Белграде. По некоторым сведениям в годы войны находилась в концлагере, из которого была освобождена советскими войсками. Скончалась вскоре после освобождения[5][6].
- Прасковья (1876—1881)
- Александр (1878—1919), в 1916—1917 гг. виленский губернатор.
- Мстислав (1880—1949), агроном, санкт-петербургский вице-губернатор
- Алексей (1882—1945)

## Творчество

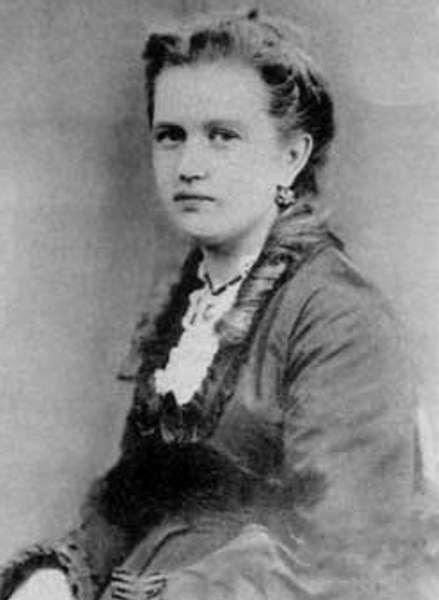
Александра Бостром

Первая повесть «Воля», написанная Александрой в 16 лет, была о прислуге в помещичьем доме. Первый роман А. Бостром «Неугомонное сердце» (СПб., 1882), имевший нравственно-описательный характер и популярную в то время народническую тенденцию, получил в журнале «Отечественные записки» довольно жёсткую критику. Интерес вызвал сборник «Захолустье» (1886) ― о тусклой безрадостной жизни провинциальной интеллигенции. Здесь явно проявилась приверженность Александры Бостром к идеям народничества.
И сейчас интересны очерки А. Бостром, ― не только с этнографической точки зрения, но и как картина социального неравенства русской деревни, трудной жизни деревенской интеллигенции. Это очерки «Докторша», «Филатово сено», «Лагутка» («Саратовский листок», 1889, № 120), «Выборщики» (там же, 189С, № 20, 21), «Рассказ о том, как в деревне Малиновке холеру встречали» («Самарская газета», 1893, № 38), «Мария Руфимовна» (там же, 1892, № 251—253).
Пользовались популярностью её, неоднократно переиздававшиеся, познавательные рассказы для детей: «Подружка» (1892), «Два мирка» (1904), «Как Юра знакомится с жизнью животных» (1907) и др. Ею написано более 10 пьес, из которых опубликована только одна.
Известный критик и литературовед А. М. Скабичевский писал: «Нельзя сказать, чтобы г-жа Бостром обладала особенно сильным творческим талантом… Это писатель-фотограф в полном смысле слова, но надо отдать ей справедливость,— списывает она до мельчайших деталей верно, вы видите в её произведениях бездну наблюдательности, анализа, а главное — ума…».
Сын А. Бостром ― известный писатель Алексей Николаевич Толстой ― описал её в повести «Детство Никиты». Но мать не дожила года до выхода первой книги её сына.